# Роторно-лопастной двигатель
Роторно-лопастной двигатель (сокр. РЛД) — тип теплового роторного двигателя, в котором давление расширяющихся газов воспринимают вращающиеся на валу лопасти.

Роторно-лопастные двигатели, пожалуй, самые перспективные из всех, разобранных в данной книге. И хотя в серийном промышленном производстве нет ни одного образца из этого довольно многочисленного семейства, а есть лишь буквально считанные экспериментальные модели, ещё очень далёкие от совершенства, можно ожидать, что этим двигателям внутреннего сгорания суждено большое и блестящее будущее.
— Гуськов Г. Г., 1971 г.

## Конструкции
Известны несколько экспериментальных конструкций РЛД:
- роторно-лопастной двигатель Кауэртца,
- роторно-лопастные двигатели Соколова,
- роторно-лопастной двигатель Рейснера,
- роторно-лопастной двигатель Гридина,
- роторно-лопастной двигатель Вигриянова (1973),
- роторно-лопастной двигатель Оленбурга,
- Сферический двигатель Huttlin Kugelmotor
- роторно-лопастной двигатель US11,428,156 B2 (2022)